# Ланге де Жержи, Жан-Жозеф
Жан-Жозеф Ланге де Жержи (фр. Jean-Joseph Languet de Gergy; 25 августа 1677, Дижон, Франция — 11 мая 1753, Санс, Бургундия) — французский церковный деятель, богослов, епископ Суассона (1715—1731), Архиепископ Санса (1730—1753), член Французской академии (1721—1753).

## Биография
Представитель древнего бургундского рода, удостоенного дворянства в 1373 году. Родился в семье генерального прокурора парламента Бургундии.
Его покровителем был Жак-Бенинь Боссюэ, который представил его королю Людовику XIV, назначившего Ланге де Жержи капелланом жены своего внука Марии Аделаиды.
Тогда же стал генеральным викарием Епархии Отёна, где была похоронена Святая Маргарита Мария Алакок. Ему было поручено исследовать чудеса, которые, как утверждалось, совершила святая. В результате в 1729 году он написал её биографию.
В 1715 году назначен епископом Суассона, затем в 1730 году — Архиепископом Санса.
С 1747 года был членом Государственного совета Франции.
В 1721 году избран членом Французской академии (кресло № 1).
Ланге де Жержи активно боролся с янсенистами, был противником их лидера Паскье Кенеля. Выступал в защиту папской буллы Unigenitus 1713 года, участвовал в многочисленные политико-религиозных полемических спорах. Автор богословских трудов и брошюр, катехизисов и пастырских посланий.

## Избранные сочинения
- Du Véritable esprit de l'Église dans l’usage de ses cérémonies, ou Réfutation du traité de D. Cl. de Vert intitulé : «Explication simple et historique des cérémonies de l'Église» (1715),
- Traité de la confiance en la miséricorde de Dieu, augmenté d’un Traité du faux bonheur des gens du monde et du vrai bonheur de la vie chrétienne (1718)
- La Vie de la vénérable Mère Marguerite-Marie, religieuse de la Visitation Sainte Marie du monastère de Paray-le-Monial en Charolais, morte en odeur de sainteté en 1690 (1729)
- Traité sur les moyens de connaître la vérité dans l'Église (1749)
- Recueil d’écrits polémiques (1752)
- Mémoires inédits de Languet de Gergy, archevêque de Sens (1863).